# Can Bozdoğan
Can Bozdoğan (Keulen, 5 april 2001) is een Duits-Turks voetballer die bij voorkeur als (centrale) middenvelder speelt. Na een verhuurperiode tekende hij eind mei 2023 een contract bij FC Utrecht, dat hem daarmee definitief overnam van FC Schalke 04.

## Clubcarrière

### 1. FC Köln en FC Schalke 04
Bozdoğan vertrok in 2008 van 1. Jugend-Fußball-Schule Köln transfervrij naar de jeugdopleiding van 1. FC Köln. Vervolgens vertrok hij in 2019 op achttienjarige leeftijd voor zevenhonderdduizend euro naar de jeugdopleiding van FC Schalke 04. Bij FC Schalke 04 onder 19 was hij in 2019 verschillende keren aanvoerder.
Aan het eind van het seizoen 2019/20 zat Bozdoğan op 7 juni 2020 voor het eerst bij de wedstrijdselectie van het eerste elftal. Een speelronde later maakte hij op 14 juni 2020 zijn debuut in de thuiswedstrijd tegen Bayer 04 Leverkussen (1–1 gelijkspel). In dit eerste en opvolgende seizoen kwam hij in alle competities samen tot achttien wedstrijden, waarin hij tweemaal een assist wist te geven. Daarnaast speelde hij in de seizoenen 2019/20 en 2020/21 incidenteel mee met het tweede elftal van de club.

### Beşiktaş JK
Eind augustus 2022 werd bekend dat FC Schalke 04 Bozdoğan voor één seizoen zou gaan verhuren aan Beşiktaş JK. In de overeenkomst was een optie tot koop opgenomen, welke aan het einde van het seizoen niet werd geactiveerd. In de Turkse competitie speelde hij mee in 23 van de 38 wedstrijden. Daarnaast speelde Bozdoğan vier wedstrijden mee in de UEFA Champions League. In die 27 wedstrijden scoorde hij één keer en gaf hij één assist.

### FC Utrecht
Eind juli 2022 werd een verhuurovereenkomst met FC Utrecht afgerond, waarin eveneens een optie tot koop was opgenomen. Bozdoğan sprak voorafgaand aan zijn beslissing met Nederlander Klaas-Jan Huntelaar, met wie hij bij FC Schalke 04 samenspeelde. Later werd bekend dat de hoogte van de koopoptie in ieder geval onder een bedrag van 2,1 miljoen euro zou liggen.
Op 2 september 2022 ontplofte er tijdens een uitwedstrijd tegen Fortuna Sittard (3–4 eindstand) vuurwerk tussen de benen van Bozdoğan, wie op dat moment als wisselspeler bezig was aan een warming-up. Hierbij raakte hij niet gewond. Na een eerste halfjaar met afwisseling tussen basisplaatsen en invalbeurten, werd Bozdoğan na de winterstop een vaste basisspeler in het eerste elftal van de club. Een positief effect was, volgens Bozdoğan zelf, de tussentijdse trainerswissel tussen voormalig trainer Henk Fraser en diens plaatsvervanger Michael Silberbauer; hierdoor kwam het elftal volgens Bozdoğan meer aan voetballen toe. Iets wat hij goed bij zichzelf vond passen. Halverwege februari 2023 raakte Bozdoğan tijdens een training geblesseerd, waardoor een herstel van enkele weken volgde.
Op 30 mei 2023 maakte FC Utrecht bekend de koopoptie in de verhuurovereenkomst te hebben gelicht, waarna Bozdoğan een driejarig contract tot medio 2026, inclusief optie voor een extra seizoen, ondertekende. Al gauw werd duidelijk dat er interesse zou zijn vanuit verschilende clubs. Maar Bozdoğan gaf aan graag in Utrecht te willen blijven. In het seizoen 2023/24 kon hij rekenen op steun vanuit de supporters middels een eigen spandoek. Op 12 november 2023 zorgde Bozdoğan met de 1–2 voor de aansluitingstreffer tegen Excelsior Rotterdam. Modibo Sagnan scoorde in de blessuretijd de gelijkmakende 2–2 op via een hoekschop van Bozdoğan.

## Clubstatistieken

### Beloften
| Seizoen                        | Club             | Competitie        | Competitie | Competitie | Overig | Overig | Totaal | Totaal |
| Seizoen                        | Club             | Competitie        | Wed.       | Dlp.       | Wed.   | Dlp.   | Wed.   | Dlp.   |
| ------------------------------ | ---------------- | ----------------- | ---------- | ---------- | ------ | ------ | ------ | ------ |
| 2020/21                        | FC Schalke 04 II | Regionalliga West | 2          | 0          | 0      | 0      | 2      | 0      |
| 2021/22                        | FC Schalke 04 II | Regionalliga West | 1          | 0          | 0      | 0      | 1      | 0      |
| Carrière totaal                | Carrière totaal  | Carrière totaal   | 3          | 0          | 0      | 0      | 3      | 0      |
| Bijgewerkt op 12 november 2023 |                  |                   |            |            |        |        |        |        |

### Senioren
| Seizoen                        | Club            | Competitie      | Competitie | Competitie | Beker | Beker | Europees | Europees | Overig | Overig | Totaal | Totaal |
| Seizoen                        | Club            | Competitie      | Wed.       | Dlp.       | Wed.  | Dlp.  | Wed.     | Dlp.     | Wed.   | Dlp.   | Wed.   | Dlp.   |
| ------------------------------ | --------------- | --------------- | ---------- | ---------- | ----- | ----- | -------- | -------- | ------ | ------ | ------ | ------ |
| 2019/20                        | FC Schalke 04   | Bundesliga      | 3          | 0          | 0     | 0     | –        | –        | 0      | 0      | 3      | 0      |
| 2020/21                        | FC Schalke 04   | Bundesliga      | 14         | 0          | 1     | 0     | –        | –        | 0      | 0      | 15     | 0      |
| 2021/22                        | FC Schalke 04   | Bundesliga      | 0          | 0          | 0     | 0     | –        | –        | 0      | 0      | 0      | 0      |
| Clubtotaal                     | Clubtotaal      | Clubtotaal      | 17         | 0          | 1     | 0     | –        | –        | 0      | 0      | 18     | 0      |
| 2021/22                        | → Beşiktaş      | Süper Lig       | 23         | 1          | 0     | 0     | 4        | 0        | 0      | 0      | 27     | 1      |
| Clubtotaal                     | Clubtotaal      | Clubtotaal      | 23         | 1          | 0     | 0     | 4        | 0        | 0      | 0      | 27     | 1      |
| 2022/23                        | → FC Utrecht    | Eredivisie      | 24         | 1          | 3     | 0     | –        | –        | 2      | 0      | 29     | 1      |
| 2023/24                        | FC Utrecht      | Eredivisie      | 11         | 1          | 0     | 0     | –        | –        | 0      | 0      | 11     | 1      |
| Clubtotaal                     | Clubtotaal      | Clubtotaal      | 35         | 2          | 3     | 0     | 0        | 0        | 2      | 0      | 40     | 2      |
| Carrière totaal                | Carrière totaal | Carrière totaal | 75         | 3          | 4     | 0     | 4        | 0        | 2      | 0      | 85     | 3      |
| Bijgewerkt op 12 november 2023 |                 |                 |            |            |       |       |          |          |        |        |        |        |